# Phetjeeja Lukjaoporongtom
Phetjee Jaa Or.Meekun (เพชรจีจ้า อ.มีคุณ; 31 de diciembre de 2001), también conocida como Phetjeeja Lukjaoporongtom, es una artista marcial mixta, kickboxer y peleadora de Muay Thai tailandesa que actualmente compite en la categoría de peso átomo de ONE Championship, donde es la actual Campeona Mundial de Kickboxing de Peso Átomo Femenino de ONE.
Desde enero de 2024, Combat Press la posiciona como la kickboxer #2 libra por libra del mundo.
En Muay Thai, ha ganado títulos mundiales en WPMF y WMC. En boxeo, ganó la medalla de bronce en los SEA Games de 2021.

## Carrera de Muay Thai y Kickboxing

### ONE Championship
Phetjeeja enfrentó a Fani Peloumpi el 17 de marzo de 2023, en ONE Friday Fights 9. Phetjeeja ganó la pelea por TKO en el segundo asalto.
Phetjeeja enfrentó a Ines Pilutti el 12 de mayo de 2023, en ONE Friday Fights 16, Ganó la pelea por TKO en el primer asalto. Esta victoria la hizo merecedora de su primer premio de Actuación de la Noche, además de un contrato de $100.000 con ONE Championship.
Phetjeeja enfrentó a Lara Fernández el 15 de julio de 2023, en ONE Fight Night 12. Ganó la pelea por TKO en 26 segundos. Esta victoria la hizo merecedora de su segundo premio de Actuación de la Noche.
Phetjeeja enfrentó a Celest Hansen el 7 de octubre de 2023, en ONE Fight Night 15. Ganó la pelea por TKO en el tercer asalto.
Phetjeeja enfrentó a Anissa Meksen por el Campeonato Interino de Kickboxing de Peso Átomo Femenino de ONE el 22 de diciembre de 2023, en ONE Friday Fights 46. Ganó la pelea y el título por decisión unánime.
Phetjeeja enfrentó a Janet Todd por el campeonato indiscutido el 8 de marzo de 2024, en ONE Fight Night 20. Ganó la pelea y el título por decisión unánime.

## Campeonatos y logros

### Muay Thai
- World Professional Muaythai Federation
  - Campeonato Mundial de 105 lbs de WPMF de 2017[12][13]
- World Muay Thai Council
  - Campeonato Mundial de -45 kg de WMC de 2016[14][15]
- THAI FIGHT
  - Campeonato de -51 kg de THAI FIGHT Queen’s Cup de 2021
- ONE Championship
  - Actuación de la Noche (Dos veces) vs. Lara Fernández y Ines Pilutti

### Kickboxing
- ONE Championship
  - Campeonato Interino de Kickboxing de Peso Átomo Femenino de ONE

## Récord en Muay Thai y Kickboxing
| Récord en Muay Thai y Kickboxing                                            | Récord en Muay Thai y Kickboxing | Récord en Muay Thai y Kickboxing      | Récord en Muay Thai y Kickboxing                                | Récord en Muay Thai y Kickboxing          | Récord en Muay Thai y Kickboxing | Récord en Muay Thai y Kickboxing | Récord en Muay Thai y Kickboxing |
| --------------------------------------------------------------------------- | -------------------------------- | ------------------------------------- | --------------------------------------------------------------- | ----------------------------------------- | -------------------------------- | -------------------------------- | -------------------------------- |
| 208 Victorias, 6 Derrotas, 3 Empates                                        |                                  |                                       |                                                                 |                                           |                                  |                                  |                                  |
| Fecha                                                                       | Resultado                        | Oponente                              | Evento                                                          | Localización                              | Método                           | Ronda                            | Tiempo                           |
| 08-03-2024                                                                  | Victoria                         | Janet Todd                            | ONE Fight Night 20                                              | Bangkok, Tailandia                        | Decisión (Unánime)               | 5                                | 3:00                             |
| Ganó el Campeonato Indiscutido de Kickboxing de Peso Átomo Femenino de ONE. |                                  |                                       |                                                                 |                                           |                                  |                                  |                                  |
| 2023-12-22                                                                  | Victoria                         | Anissa Meksen                         | ONE Friday Fights 46, Lumpinee Stadium                          | Bangkok, Tailandia                        | Decisión (Unánime)               | 5                                | 3:00                             |
| Ganó el Campeonato Interino de Kickboxing de Peso Átomo Femenino de ONE.    |                                  |                                       |                                                                 |                                           |                                  |                                  |                                  |
| 2023-10-06                                                                  | Victoria                         | Celest Hansen                         | ONE Fight Night 15                                              | Bangkok, Tailandia                        | TKO (Parada del Réferi/Corte)    | 3                                | 1:01                             |
| 2023-07-15                                                                  | Victoria                         | Lara Fernández                        | ONE Fight Night 12                                              | Bangkok, Tailandia                        | TKO (Parada del Réferi/Golpes)   | 1                                | 0:26                             |
| 2023-05-12                                                                  | Victoria                         | Inès Pilutti                          | ONE Friday Fights 16, Lumpinee Stadium                          | Bangkok, Tailandia                        | TKO (Parada del Réferi/Golpes)   | 1                                | 2:10                             |
| 2023-03-17                                                                  | Victoria                         | Fani Peloumpi                         | ONE Friday Fights 9, Lumpinee Stadium                           | Bangkok, Tailandia                        | TKO (Golpe al Cuerpo)            | 2                                | 1:38                             |
| 2021-12-19                                                                  | Victoria                         | Rungnapa Por.Muengphet                | THAI FIGHT Khao Aor, Queen’s Cup Flyweight tournament - Final   | Phatthalung, Tailandia                    | KO (Golpes)                      | 2                                |                                  |
| Ganó el título de -51kg de THAI FIGHT Queen's Cup de 2021.                  |                                  |                                       |                                                                 |                                           |                                  |                                  |                                  |
| 2021-07-04                                                                  | Victoria                         | Cindy Silvestre                       | THAI FIGHT Strong, Queen’s Cup Flyweight tournament - Semifinal | Pattaya, Tailandia                        | KO (Golpes)                      | 2                                |                                  |
| 2021-04-03                                                                  | Victoria                         | Aida Looksaikongdin                   | Thai Fight Nan                                                  | Provincia de Nan, Tailandia               | KO (Puñetazo Giratorio)          | 3                                |                                  |
| 2020-11-28                                                                  | Victoria                         | Mariana Bernardes                     | Thai Fight Pluak Daeng                                          | Rayong, Tailandia                         | TKO (Codazos)                    | 2                                |                                  |
| 2020-11-07                                                                  | Victoria                         | Morgane Manfredi                      | Thai Fight Korat 2020                                           | Nakhon Ratchasima, Tailandia              | TKO (Parada Médica)              | 2                                | 3:00                             |
| 2020-10-17                                                                  | Victoria                         | Barbara Aguiar                        | Thai Fight Begins                                               | Nonthaburi, Tailandia                     | Decisión                         | 3                                | 3:00                             |
| 2020-09-19                                                                  | Victoria                         | Celest Hansen                         | Thai Fight: New Normal                                          | Bangkok, Tailandia                        | TKO (Parada Médica)              | 1                                |                                  |
| 2018-01-27                                                                  | Victoria                         | Calista Parts                         | THAI FIGHT Bangkok 2017                                         | Bangkok, Tailandia                        | TKO (Golpes)                     | 1                                |                                  |
| 2017-11-22                                                                  | Derrota                          | MIO                                   | Shoot Boxing GROUND ZERO TOKYO 2017                             | Tokyo, Japan                              | Decisión (Unánime)               | 3                                | 3:00                             |
| 2017-                                                                       | Victoria                         | Bandera de la República Popular China |                                                                 | China                                     | Decisión                         |                                  |                                  |
| 2017-09-08                                                                  | Victoria                         | Hongkaw Wor Sayan                     | Samui Fight                                                     | Ko Samui, Tailandia                       | Decisión                         | 5                                | 2:00                             |
| 2017-06-08                                                                  | Victoria                         | Sandra Godvik                         | Women's Muay Thai World Championships 2017                      | Bangkok, Tailandia                        | Decisión                         | 3                                | 2:00                             |
| 2017-04-01                                                                  | Victoria                         | Phetnaree Chor.Phetchorajan           | WPMF Muay Thai                                                  | Bangkok, Tailandia                        | Decisión                         | 5                                | 2:00                             |
| Ganó el título de 105 lbs de WPMF.                                          |                                  |                                       |                                                                 |                                           |                                  |                                  |                                  |
| 2016-07-30                                                                  | Victoria                         | Penphet Sor.Thianchai                 | Women's Muay Thai World Championships 2016                      | Bangkok, Tailandia                        | Decisión                         | 5                                | 2:00                             |
| Ganó el título de -45kg de WMC.                                             |                                  |                                       |                                                                 |                                           |                                  |                                  |                                  |
| 2016-07-09                                                                  | Victoria                         | Rungnapa Por.Muangphet                | PPTV Muay Thai Fight Night                                      | Bangkok, Tailandia                        | Decisión                         | 3                                | 2:00                             |
| 2016-06-04                                                                  | Victoria                         | Augnkor Soonkelabampoo                | PPTV Muay Thai Fight Night                                      | Bangkok, Tailandia                        | TKO                              | 2                                |                                  |
| 2016-02-07                                                                  | Derrota                          | Manazo Kobayashi                      | MuayThaiOpen 34                                                 | Tokio, Japón                              | Decisión (Mayoritaria)           | 5                                | 2:00                             |
| 2015-12-27                                                                  | Victoria                         | Faa Chiangrai Sor.Sakonthom           | Aswindum                                                        | Bangkok, Tailandia                        | Decision                         | 5                                | 2:00                             |
| 2015-08-31                                                                  | Victoria                         | Bandera de Tailandia                  |                                                                 | Provincia de Nakhon Ratchasima, Tailandia | KO                               | 3                                |                                  |
| 2015-08-12                                                                  | Victoria                         | Phettae Or. Wanchert                  | Queen's Birthday                                                | Bangkok, Tailandia                        | Decisión                         | 5                                | 2:00                             |
| 2015-07-26                                                                  | Victoria                         | Nongjoy Sor.Sommai                    | Aswindum                                                        | Bangkok, Tailandia                        | Decisión                         | 5                                | 2:00                             |
| 2015-06-04                                                                  | Victoria                         | Augnkor Soonkelabampoo                | PPTV Muay Thai Fight Night                                      | Bangkok, Tailandia                        | KO (Rodillazos)                  | 2                                |                                  |
| 2015-                                                                       | Victoria                         | Kutawan Sor.Sommai                    | Aswindum                                                        | Bangkok, Tailandia                        | TKO (Parada Médica)              | 2                                |                                  |
| 2015-05-18                                                                  | Victoria                         | Lookget Payalampong                   | Thepprasit Stadium                                              | Bangkok, Tailandia                        | TKO (Parada del Réferi/Patadas)  | 4                                |                                  |
| 2015-02-15                                                                  | Victoria                         | Buakaw Lokboonmee                     |                                                                 | Nakhon Ratchasima, Tailandia              | Decisión                         | 5                                | 2:00                             |
| 2014-11-18                                                                  | Victoria                         | Dong-eh Lunjaaprayaa                  |                                                                 | Si Racha, Tailandia                       | KO (Rodillazo a la Cabeza)       | 2                                |                                  |
| 2014-11-06                                                                  | Victoria                         | Nongbrai Gogiathuawaa                 |                                                                 | Prachinburi, Tailandia                    | KO (Rodillazos)                  | 3                                |                                  |
| 2014-07-26                                                                  | Victoria                         | Inseedam Poptheeratham                |                                                                 | Bangkok, Tailandia                        | Decisión                         | 5                                | 2:00                             |
| Última pelea de Phetjeejaa contra un hombre.                                |                                  |                                       |                                                                 |                                           |                                  |                                  |                                  |